# Turniej o Srebrną Ostrogę Ilustrowanego Kuriera Polskiego 1961
III turniej Srebrnej Ostrogi IKP – trzecia odsłona zawodów żużlowych, w których zawodnicy ścigali się o nagrodę przechodnią zwaną "Srebrną Ostrogą". Turniej odbył się 15 października 1961. Zwyciężył Jan Malinowski.

## Wyniki
źródło
- 15 października 1961, Stadion LPŻ Toruń

| Msc. | Zawodnik             | Klub              | Pkt  |      |  |
| ---- | -------------------- | ----------------- | ---- | ---- |  |
| 1    | Jan Malinowski       | Stal Rzeszów      | 10+3 | b.d. |  |
| 2    | Mieczysław Połukard  | Polonia Bydgoszcz | 10+u | b.d. |  |
| 3    | Norbert Świtała      | Polonia Bydgoszcz | 9    | b.d. |  |
| 4    | Rajmund Świtała      | Polonia Bydgoszcz | 9    | b.d. |  |
| 5    | Marian Rose          | LPŻ Toruń         | 9    | b.d. |  |
| 6    | Zbigniew Flegel      | Sparta Śrem       | 8    | b.d. |  |
| -    | Stanisław Domaniecki | Polonia Bydgoszcz | b.d. | b.d. |  |
| -    | Roman Cheładze       | LPŻ Toruń         | b.d. | b.d. |  |
| -    | Antoni Kowalski      | Polonia Piła      | b.d. | b.d. |  |
| -    | Tadeusz Jaworski     | LPŻ Toruń         | b.d. | b.d. |  |
| -    | Andrzej Pogorzelski  | Start Gniezno     | b.d. | b.d. |  |
| -    | Bogdan Kowalski      | LPŻ Toruń         | b.d. | b.d. |  |
| -    | Marian Kwarciński    | Start Gniezno     | b.d. | b.d. |  |